# القلعة (كحلان عفار)

تعديل مصدري - تعديل

القلعة هي إحدى قرى عزلة بنى موهب بمديرية كحلان عفار التابعة لمحافظة حجة، بلغ تعداد سكانها 182 نسمة حسب تعداد اليمن لعام 2004.